# Куулар, Аяс Эрес-оолович
Аяс Эрес-оолович Куулар (род. 28 июня 1979) — хоомейжи, заслуженный артист Республики Тыва (2009).

## Биография
Родился 28 июня 1979 года в селе Самагалтай Тес-Хемского района Тувинской АССР. Его школьные годы прошли в городе Чадане. Окончив Чаданскую среднюю школу, в 1998 году поступил в Кызылское училище искусств, где был в составе в фольклорном ансамбле отделения тувинских национальных инструментов «Чангы-Хая». Его талант как вокалист и хоомейжи, инструменталист, выявился со студенческих лет. В составе «Чангы-Хая» принимал активное участие в республиканских, международных конкурсах, как Международный симпозиум и фестиваль живой музыки и веры «Устуу-Хурээ». После успешного окончания училища, в 2001 году был приглашен в фольклорно-этнографический ансамбль «Тыва» Тувинской государственной филармонии. В 2002 году поступил в Государственный театральный институт Ярославля, но после года обучения, приехал в Туву, где продолжил работать в составе ансамбля «Тыва». 13 лет проработал художественным руководителем этого ансамбля, представлял тувинское горловое пение во многих странах мира таких как: Германия, Франция, Италии, Испании, Португалия, Австрия, Бельгия и др.

## Награды и звания[3]
- дипломант Регионального этнического фестиваля «Россия Молодая» (Красноярск, 2000 г.)
- призёр фестиваля СНГ и Балтии (Ростов-на-Дону, 2001 г.)
- диплом лучшего инструменталиста Международного фестиваля живой музыки «Устуу-хурээ»(«Верхний Храм») («Тыва» 2001 г.)
- лауреат 1-й степени Регионального фестиваля «Союз поющих студентов» (Ярославль, 2001 г.)
- диплом Всероссийского фестиваля культуры «Живая Вода» (Ярославль, 2002 г.)
- Гран-при за лучшую буддийскую композицию Международного фестиваля живой музыки «Устуу-хурээ»(«Верхний Храм») в 2002 г.
- Заслуженный артист Республики Тыва (2009)[4]
- Почетная грамота мэра города Кызыла (2010)